# Magic (rapper)
Magic, pseudonimo di Awood Johnson (New Orleans, 16 agosto 1975 – Hattiesburg, 1º marzo 2013), è stato un rapper statunitense.
È morto nel 2013 all'età di 37 anni a seguito di un incidente stradale nel quale è deceduta anche la moglie, mentre è sopravvissuta la figlia.

## Discografia
| Anno                                                  | Album           | Classifiche | Classifiche | Classifiche |
| Anno                                                  | Album           | US          | US Hip-Hop  |             |
| ----------------------------------------------------- | --------------- | ----------- | ----------- | ----------- |
| 1998                                                  | Sky's the Limit | 15          | 3           |             |
| 1999                                                  | Thuggin'        | 53          | 9           |             |
| 2003                                                  | White Eyes      | 147         | 37          |             |
| 2003                                                  | On My Own       | -           | 54          |             |
| "—" denotes the album failed to chart or not released |                 |             |             |             |